# Armata Siberiană

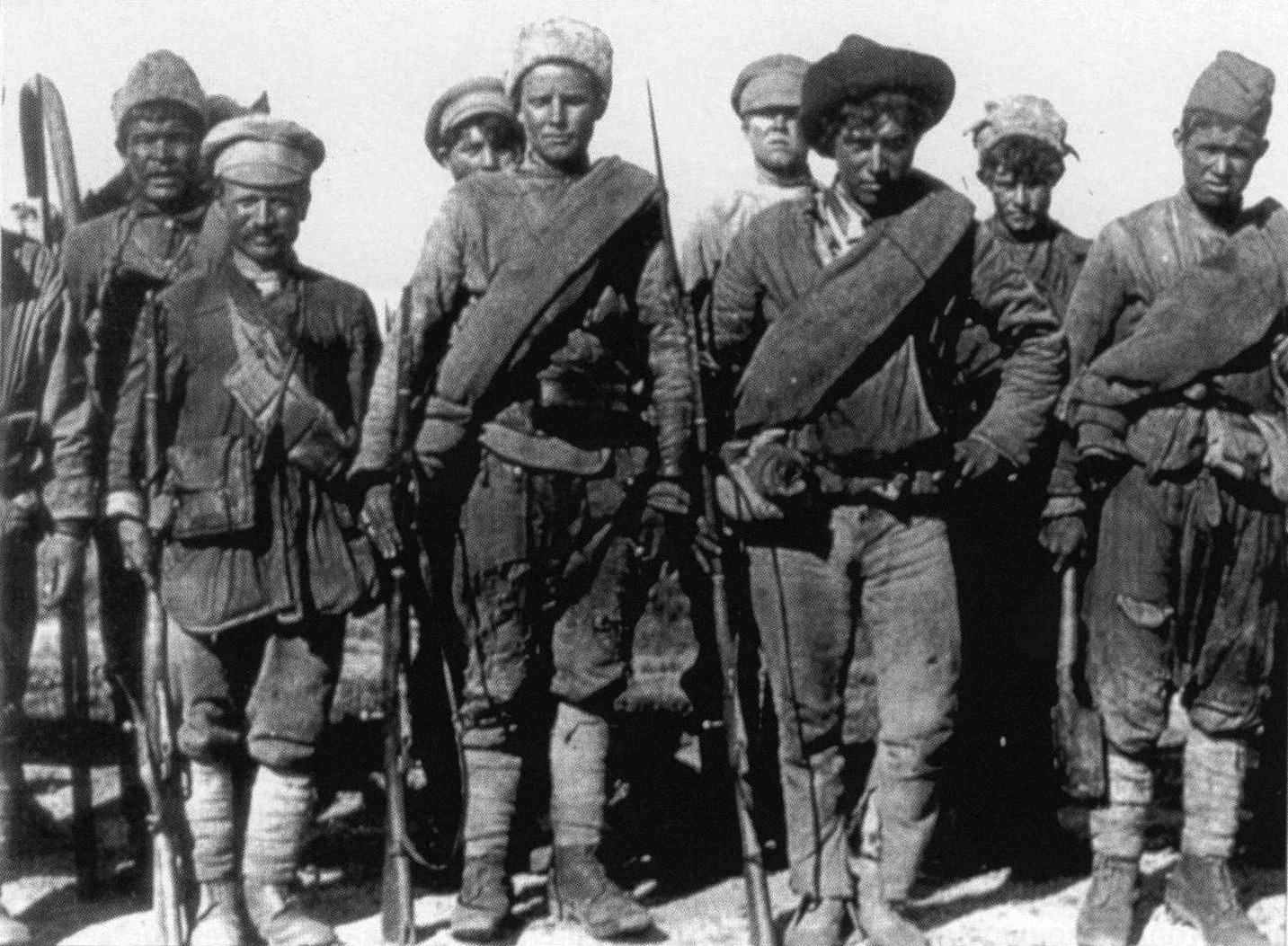
Soldați ai armatei sibiene în 1919.

Armata Siberiană (în rusă Сибирская армия - Sibirskaia Armiia) a fost o armată anti-bolșevică în timpul războiului civil rus, care a luptat în perioada iunie 1918 - iulie 1919 în regiunea Siberia - Ural. 

## Context
După preluarea puterii de către bolșevici la Petrograd, Congresul Extraordinar al Delegațiilor din toată Siberia a fost convocat la Tomsk la 7 decembrie 1917. Adunarea condusă de Partidul Socialist Revoluționar a refuzat să recunoască autoritatea sovietică sau decretele ei, iar în ultima sa sesiune din 15 decembrie a cerut convocarea unei Dume Regionale Siberiene „majoritar-socialiste” și a numit un Consiliu Provizoriu Siberian, răspunzător în fața Dumei, „care să acționeaze ca un guvern”. Primul congres al Dumei a fost stabilit la 8 ianuarie 1918, dar nu a avut loc din cauza lipsei unui cvorum, care cerea ca cel puțin o treime dintre delegați, sau 93 de delegați, să fie prezenți. Mulți dintre delegați fuseseră deja arestați de autoritățile locale bolșevice; iar alții nu au reușit să ajungă la Tomsk.    
Trei săptămâni mai târziu, în noaptea de 28-29 ianuarie, în jur de 40 de delegați au reușit în cele din urmă să se întâlnească. Ei au ales în mod expeditiv un guvern cunoscut ca Guvernul Provizoriu al Siberiei Autonome GPS (Временное Сибирское правительство), sub conducerea unui tânăr socialist-revoluționar, Piotr Derber. Un alt membru al Partidului Socialist Revoluționar - Col. Arkadie Krakovetski - a devenit ministru al războiului; sarcina sa a fost de a organiza o rebeliune anti-bolșevică în Siberia. Krakovetski a numit doi reprezentanți, stabskapitän-ul Frizel în districtul militar vest-siberian și praporgic-ul Kalașnikov (ambii membri ai Partidului Socialist Revoluționar). Cu toate acestea, au existat și numeroase organizații militare subterane independente, cu ofițeri cu experiență ca membri. Astfel, membrii Partidului Socialist Revoluționar au devenit rapid membrii ai unor organizații subterane. În vestul Siberiei, cea mai importantă persoană a devenit Col. Aleksei Grișin-Almazov, în Siberia de Est Col. A. Ellerț-Usov. Pentru a-și coordona eforturile au creat Statul Major în Novosibirsk; iar Grișin-Almazov a devenit șeful acestui Stat Major. 

## Crearea armatei

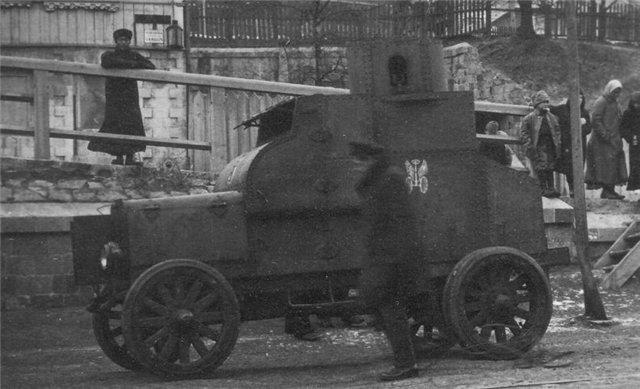
O mașină blindată Fiat-Omsky folosită de Armata Siberiană.

Revolta Legiunii Cehoslovace din mai 1918 a schimbat radical situația din Siberia. La 25 mai, legionarii au capturat Mariinsk, a doua zi Celeabinsk și Novonikolaevsk. La 28 mai, A. Grișin-Almazov a venit la Novonikolaevsk și s-a proclamat comandant al tuturor trupelor din districtul militar din Siberia de Vest. La acea vreme majoritatea membrilor Guvernului Provizoriu Siberian (inclusiv Derber și Krakovetsky) se aflau la Vladivostok; prin urmare, era necesar să se creeze o structură de guvernare fără ei. La 30 mai a avut loc o întâlnire la Novonikolaevsk, așa-numitul „Consiliu al reprezentanților Guvernului Provizoriu Siberian GPS”, care a organizat comisariatul provizoriu din Siberia de Vest. 
Pe 12 iunie 1918, Grișin-Almazov a ordonat redenumirea Statului Major din Districtul Militar din vestul Siberiei (situat în Omsk ) în Statului Major al Armatei Independente din Siberia de Vest. Membrii Statului Major erau ofițeri ai vechii Armate imperiale rusești, astfel încât nu mai exista nicio influență a Partidului Socialist-Revoluționar alungat. 
La 30 iunie 1918, comisariatul din Siberia de Vest a transferat puterea sa către Guvernul Provizoriu Siberian (GPS), condus de Petr Vologodskii. Grișin-Almazov a fost numit ministru al războiului, dar a decis să nu creeze un minister al războiului; el a preferat să folosească structura personalului armatei independente din Siberia de Vest ca un minister al războiului. 

## Structura armatei

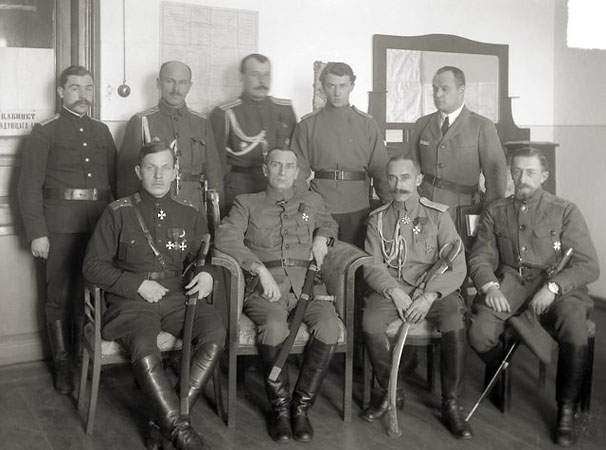
Sediul armatei sibiene, Ekaterinburg, februarie 1919. de la stânga la dreapta pe scaune: Radola Gajda, amiralul Kolceak, Boris Bogoslovskii, Serghei Domontovici.

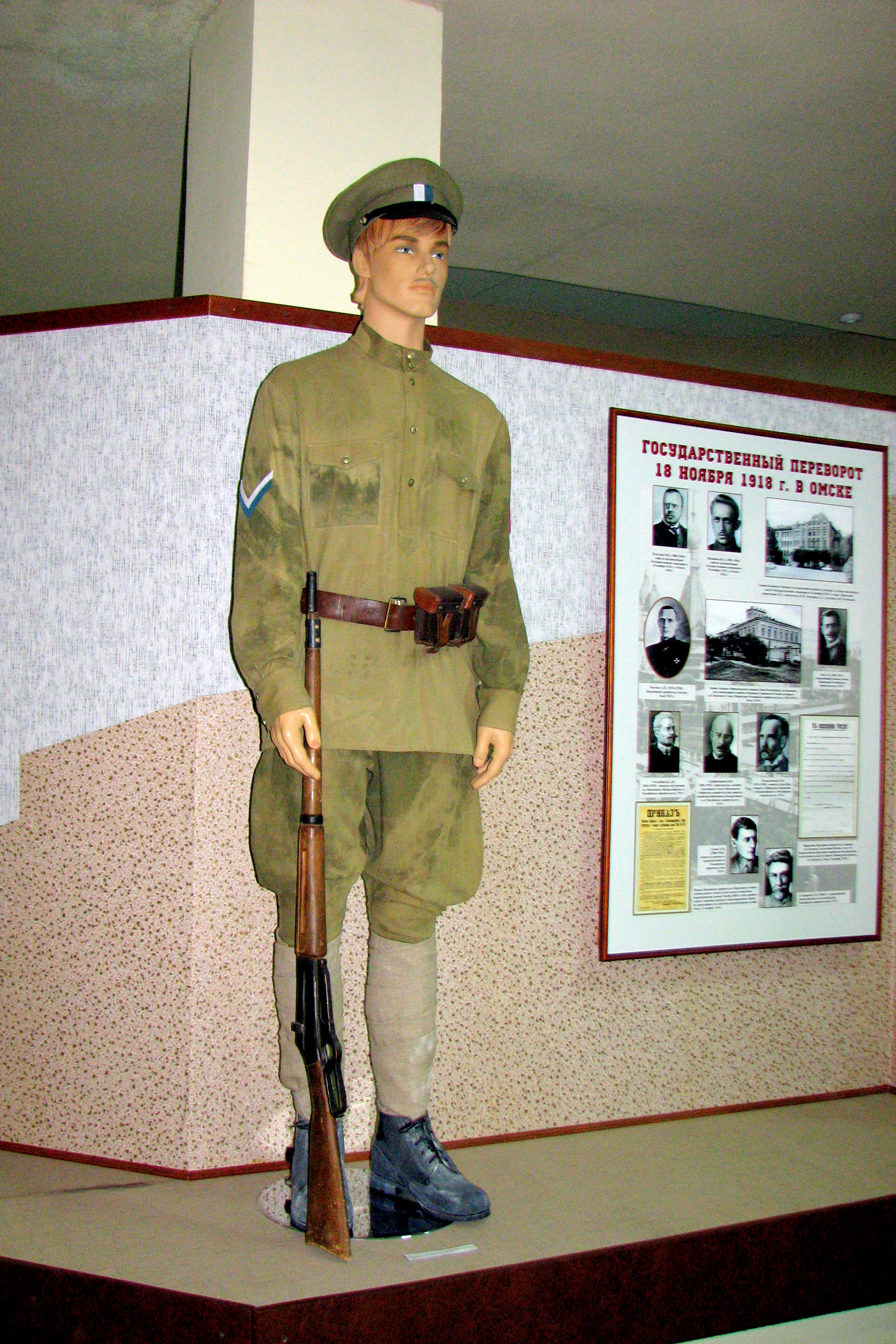
Un soldat din armata siberiană. Muzeul local Omsk

La 13 iunie 1918, toate trupele sub comanda lui Grichin-Almazov au fost concentrate în două corpuri: 
- Corpul Siberian de Stepă (cu sediul în Omsk, comandat de col. Pavel Ivanov-Rinov ) și
- Corpul Siberian din Orient (cu sediul în Novosibirsk, comandat de Lt-Col. Anatoie Pepeliaiev).

Pe 11 iulie 
- Corpul Ural (cu sediul în Celeabinsk, comandat de col. Mihail Hanjin ) a fost format și organizat.

În august 1918, armata siberiană avea trei corpuri de câte două sau trei divizii patru regimente (23.147 de infanteriști, 14.888 cavalerie și 22.224 de voluntari neînarmați). 
La început, armata siberiană era voluntară, dar în curând a devenit evident că pentru a crea o adevărată armată era necesar să se organizeze un program de recrutare. Recrutarea a început la 25 august 1918, iar în octombrie 1918 armata siberiană avea 10.754 de ofițeri și 173.843 de soldați. 
A fost împărțită în cele din urmă în cinci corpuri: 
- Primul Corp Siberian ,
- Corpul 2 Siberian de Stepă ,
- Corpul 3 Ural ,
- Corpul  4 Siberian de Est (cu sediul în Irkutsk, comandat de maiorul-col. Alexander Ellerz-Usov),
- Corpul 5 Pri-Amur (cu sediul în Habarovsk, comandat de maiorul-col. Grigorie Semionov).

Era evident că până în vara anului 1918 principala forță militară din estul Rusiei era Legiunea Cehoslovacă. În timpul întâlnirii de la Celeabinsk, care a avut loc la 13 iulie 1918, s-a decis că, înainte de numirea comandantului tuturor forțelor aliate din Rusia, trupele siberiene de pe front vor fi plasate sub comanda comandantului legiunii cehoslovace, General maior Vladimir Șokorov (care a fost ofițer în Armata Rusă în timpul primului război mondial). La sfârșitul verii, când armata siberiană a devenit mai puternică și Șokorov a fost înlocuit de Jan Syrový drept comandantul al Legiunii Cehoslovace, au început să apară tensiuni între ruși și cehoslovaci. 

## Reorganizare

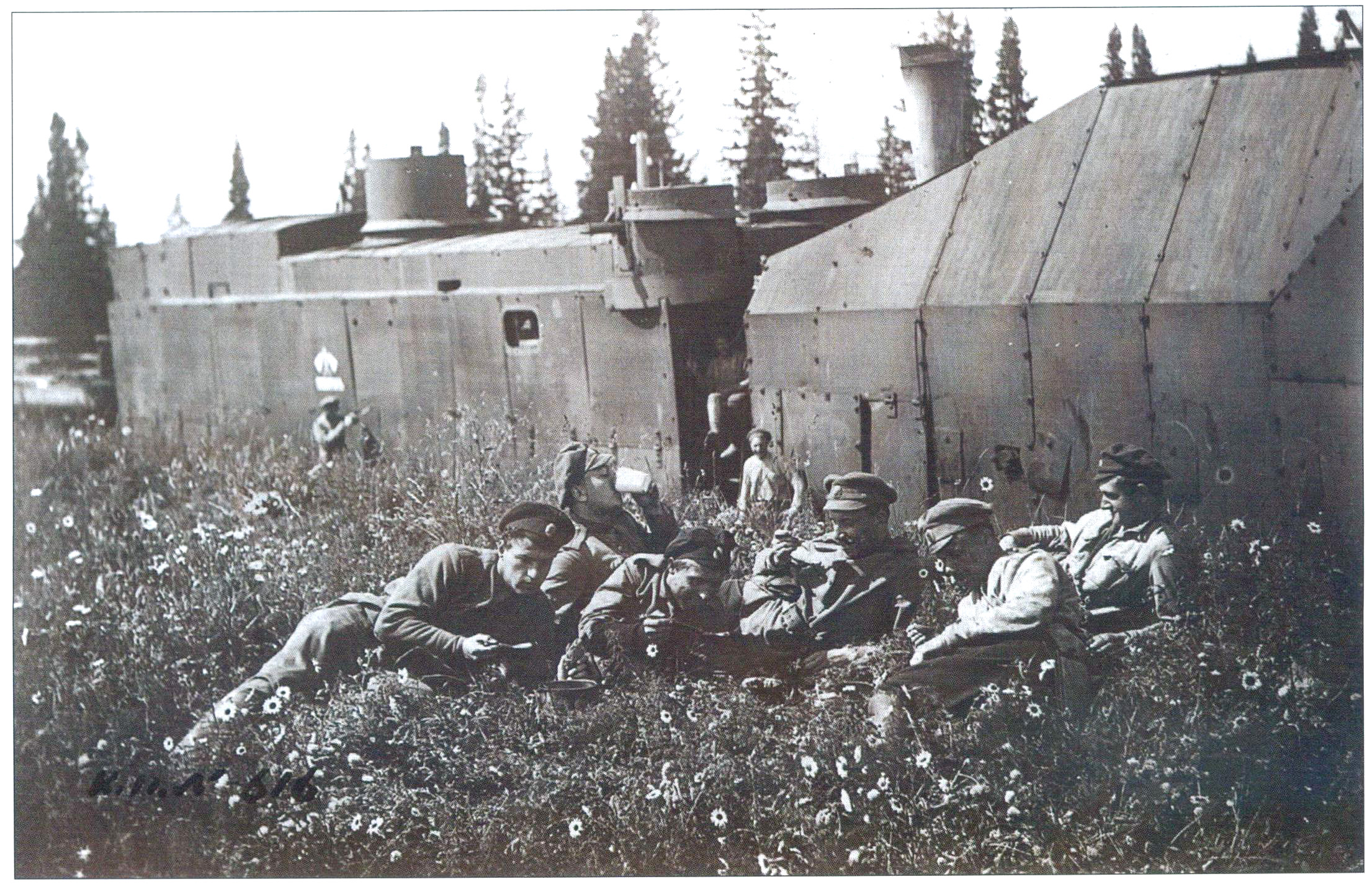
Echipajul unui tren blindat siberian se relaxează în timpul unei opriri în vara anului 1919 - fotografie de propagandă a armatei lui Kolchak

În septembrie 1918, în cadrul Conferinței de Stat de la Ufa, s-a decis ca Guvernul provizoriu al Siberiei Autonome și Comitetul membrilor Adunării Constituante să formeze un guvern provizoriu majoritar rus, sub conducerea lui Nikolai Avksentiev. Lt. Gen. Vasili Boldirev l-a înlocuit pe Jan Syrový ca șef al tuturor forțelor aliate din Rusia. Pavel Ivanov-Rinov din Armata Siberiană a devenit noul ministru al războiului și noul șef al Armatei Siberiene. Boldirev a reorganizat toate forțele anti-bolșevice din Rusia de Est în trei fronturi: 
- Front,ul vestic
- Frontul sud-vestic
- Frontul Siberian.

Ivanov-Rinov a devenit comandant-șef al întregului Front Siberian. 
După o lovitură de stat militară în noiembrie 1918, când amiralul Aleksandr Kolceak s-a proclamat conducător suprem al Rusiei, Boldirev a fost forțat să emigreze. În decembrie 1918, Kolchak a dizolvat vechea armată siberiană și a creat o nouă armată pe baza Grupului Ekaterinburg (inclusiv Corpul 1 și 3 al Armatei Siberiene și alte câteva trupe) cu Radola Gajda comandant. Au fost create trei alte forțe independente. 
- Armata occidentală, din grupul de trupe Samara și Kamskaya, inclusiv Corpurile 3 și 6 din Ural, conduse de Gen. Mihail Hanzhin
- Armata Independentă din Orenburg, pe baza trupelor Frontului Sud-Vest, sub comanda generalului Alexander Dutov
- Corpul 2 Siberian de Stepă, reorganizat din Frontul Siberian, cu Gen. Brzhezovski comandantul său.

În iulie 1919, după ofensiva de primăvară a armatei ruse și contraofensiva de pe Frontul de Est, armata siberiană, aflată sub conducerea lui Mihail Diteriks, a fost împărțită înː 
- Armata 1 (în direcția Tiumen sub comanda lui Anatoli Pepeliaiev)
- Armata a 2-a (în direcția Kurgan sub comanda lui Konstantin Akintievskij).

Împreună cu Armata a 3-a a lui Konstantin Saharov, ei au format un front estic al Mișcării Albe. După câteva înfrângeri zdrobitoare în fața Armatei Roșii, frontul estic s-a prăbușit în mare parte și s-a desființat până în noiembrie 1919. Ultimele trupe ale Armatei Siberiene s-au retras în Regiunea Transbaikal și au fost încorporate în Armata Orientului îndepărtat. 

## Comandanți
- Aleksei Grișin-Almazov (iunie-septembrie 1918)
- Pavel Ivanov-Rinov (septembrie - decembrie 1918)
- Radola Gajda (ianuarie - iulie 1919)
- Mihail Diteriks (iulie - noiembrie 1919)